# Glycaspis penangensis
Glycaspis penangensis är en insektsart som beskrevs av Moore 1964. Glycaspis penangensis ingår i släktet Glycaspis och familjen rundbladloppor. Inga underarter finns listade i Catalogue of Life.